# Шишин, Владимир Иванович
Владимир Иванович Шишин  (род. 5 декабря 1952 года, Ростов-на-Дону) — композитор, педагог, профессор Ростовской консерватории, член Союза композиторов России. Заслуженный артист Российской Федерации.

## Биография
Владимир Иванович родился 5 декабря 1952 года в городе Ростове-на-Дону. В 1972 году окончил Ростовское училище искусств (класс баяна А. И. Дядченко). В 1977 году В. И. Шишин окончил Ростовскую государственную консерваторию им. С.В. Рахманинова по специальности баян (класс профессора В. В. Ушенина). С 1976 года Владимир Иванович  работает преподавателем в Ростовском государственном музыкально-педагогическом институте. В 1982 году Владимир Иванович Шишин одновременно закончил ассистентуру-стажировку при Российской Академии музыки им. Гнесиных (класс профессора С. М. Колобкова) и в Ростовском государственном музыкально-педагогическом институте по специальности композиция (класс композиции профессора А. И. Кусякова).
В 1977 году Владимир Шишин участвовал в Международном конкурсе баянистов и аккордеонистов в Германии (город Клингенталь) и стал победителем этого конкурса, получив также кубок «Чемпион Европы» и специальный приз «За лучшее исполнение обязательного сочинения». Он первый из ростовчан, кто на международных конкурсах завоевал Первую премию.
Владимир Иванович включается в гастрольный план Росконцерта и Союзконцерта, становится солистом Ростовской областной филармонии и с концертами побывал во многих городах СССР: Якутск, Магадан, Ухта, Архангельск, Вологда, Магнитогорск, Курган, Екатеринбург, Уфа, Севастополь, Оренбург, Ульяновск, Саранск, Тольятти, Кишинёв, Запорожье, Симферополь, Евпатория, Бишкек, Ташкент, Фергана, Коканд, Ашхабад и в других городах. Впечатлениями о выступлениях Владимира Ивановича Шишина поделился выпускник Ростовской консерватории, заслуженный артист России, кандидат педагогических наук, профессор, заведующий кафедрой народных инструментов Тамбовского музыкально-педагогического института им. С. В. Рахманинова Роман Николаевич Бажилин:

На концерте Владимира Шишина мне довелось побывать один раз, в 80-е годы уже прошлого века, но запомнился он на всю жизнь. Концерт был в Малом зале Ростовской филармонии. В программе концерта кроме оригинальных произведений были заявлены «Картинки с выставки» М. Мусоргского. Помню свой студенческий скепсис и критический настрой на исполнение этого шедевра на баяне. Тогда мне казалось, что цикл однозначно проигрывает роялю, и вечер будет потерян зря.
Начался концерт, и весь мой скепсис исчез после первых услышанных звуков. Я забыл, что на сцене баянист. Звучали «Картинки с выставки» и отсутствовало всякое ощущение физической реальности «манипуляций» музыканта за баяном, как и все сугубо внешние стороны баянизма. Остались лишь обнажённая в своей первозданной чистоте музыка, идея шедевра, его откристаллизовавшееся содержание. Было такое ощущение, что «Картинки с выставки» Мусоргский задумал именно для баяна. Наблюдая за исполнителем, порой казалось, что весь процесс исполнения происходит в нём самом. Глубокая внутренняя сосредоточенность органически уживалась с внешней сдержанностью, не мешающей раскрытию эмоционального мира и стихии разворачивающейся музыки. Математическая стабильность, жесткая логика присутствовала в каждой части. Продолжение концерта было не менее впечатляющим, как и исполнение собственных сочинений.

По прошествии этого замечательного вечера я не раз размышлял над секретом исполнительского успеха Владимира Шишина и однажды поймал себя на мысли, что он базируется на композиторском таланте. Играя какое-либо сочинение, он целиком погружается в огромный своеобразный мир автора, как в свой, и тогда уже не важно, для какого инструмента был написан оригинал, важно то, что перед вами не простой исполнитель, а творец и, что вы присутствуете при великом таинстве рождения Музыки.
Профессор Ростовской консерватории — Владимир Иванович Шишин — подготовил более 40 выпускников, среди которых 7 лауреатов Всероссийского, всесоюзного, международного конкурсов в России, Франции, Польше, Литве: А. Николаев, Е. Вальченко, С. Кириллова (Деревянко), А. Веденев, Д. Каракетов, Д. Новиков, Р. Мурзенко.
Шишин В. И. — автор свыше 40 сочинений.

## Сочинения
- «Контрасты» для баяна;
- Прелюдии для баяна;
- Романс на стихи Леси Украинки «Певец»;
- Русская сюита для оркестра русских народных инструментов (партитура);
- Ноктюрн для оркестра русских народных инструментов (партитура);
- Концерт для аккордеона и симфонического оркестра (партитура);
- 13 прелюдий для фортепиано;
- Полифонические вариации для флейты, гобоя, кларнета, двух фаготов.
- "Танец колдуна"

## Публикации
- Три пьесы: 1.Крокодил, 2. Питон и кролик 3. Попугай из сюиты «В зоопарке» (соч.) (В сб.: Альбом для юношества. Произведения для баяна. Вып.5 М.Музыка, 1990);
- Специфические приёмы игры на баяне и методика их исполнения (статья) (Краснодарский метод. кабинет, 1991);
- Две пьесы для квартета русских народных инструментов (соч.) (Педагогический репертуар с методическими аннотациями для музыкальных школ) (Краснодарский метод. кабинет, 1991);
- Штрихи на баяне (аккордеоне) в ДМШ (статья) (Изд. Ростовский метод. кабинет, 1991);
- Систематизация штрихов на баяне. Том I (монография). (Изд.: Методический кабинет учебных заведений культуры и искусства, г. Краснодар, 1991);
- Систематизация штрихов на баяне. Том.II (монография). (Изд.: Методический кабинет учебных заведений культуры и искусства, г. Краснодар, 1991);
- Систематизация штрихов на баяне. Том.II, часть 2 (монография). (Изд.: Методический кабинет учебных заведений культуры и искусства, г. Краснодар, 1991).